# Београд, уживо ’97 — 2
Београд, уживо '97 – 2 је пети концертни албум југословенског и српског рок бенда Рибља чорба. Објављен је 25. новембра 1997. године у издању дискографске куће Хи-Фи Центар из Београда.
Београд, уживо '97 - 2 претходио је Београд, уживо '97 – 1, јер се бенд, уместо двоструког лајв албума, определио за два одвојена издања. Албум је снимљен на концерту Рибље Чорбе одржаном 1. јуна 1997. године на стадиону Ташмајдан у Београду у склопу турнеје која је промовисала албум Трећи српски устанак.

## Листа песама
| №               | Назив                         | Трајање |  |
| 1.              | Два динара друже              | 6:40    |  |
| 2.              | Ветар дува, дува, дува        | 1:47    |  |
| 3.              | Добро јутро                   | 5:38    |  |
| 4.              | Јужна Африка (ја ћу да певам) | 4:45    |  |
| 5.              | Амстердам                     | 5:10    |  |
| 6.              | Авиону сломићу ти крила       | 4:14    |  |
| 7.              | Зелена трава дома мог         | 3:50    |  |
| 8.              | Кад падне ноћ (упомоћ)        | 7:53    |  |
| 9.              | Погледај дом свој анђеле      | 6:35    |  |
| 10.             | Кад сам био млад              | 2:58    |  |
| 11.             | Лутка са насловне стране      | 2:46    |  |
| 12.             | Остани ђубре до краја         | 5:51    |  |
| Укупно трајање: | Укупно трајање:               | 58:18   |  |